# Division No 10 (Manitoba)
Pour les articles homonymes, voir Division No 10.
La division No 10 est une des divisions de recensement du Manitoba (Canada).

## Liste des municipalités

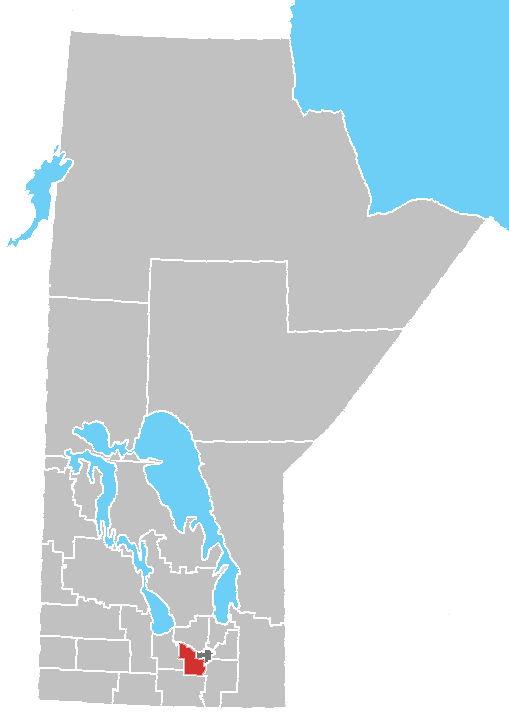
Localisation de la Division No 10

Municipalité rurale
- Cartier (en)
- Macdonald
- Saint-François-Xavier